# Cimera (heráldica)
La cimera era un adorno  que se situaba en la cima del yelmo de los caballeros. Recibió este nombre porque recordaba las crestas de plumas que poseen algunas especies de aves sobre sus cabezas. Las cimeras también comenzaron a figurar en las representaciones de los yelmos que se encuentran situadas en el timbre heráldico, uno de los elementos empleados como adornos exteriores del blasón. 
Tanto las cimeras bureletes y plumas sobre el yelmo son atributos de nobleza de su poseedor.
Algunos creen que viene de Chimera a causa de las fantásticas figuras de cartón o pergamino que los señores colocaban sobre el casco entre las que se distinguió el famoso drac-pennat (dragón alado) de los reyes de Aragón.
El origen de poner timbres y cimeras es muy antiguo, según se colige de lo que dice Tito Livio. Los antiguos pusieron sobre los yelmos y celadas cosas que representasen una espantosa quimera que por esto se llamaron cimera: y así algunos romanos, jactándose de su fundador Rómulo a quien dicen crio una loba la traían por Cimera, como dice Propercio.
Las primeras cimeras heráldicas, eran representadas sobre los lambrequines, un adorno del timbre con formas vegetales pero posteriormente, se introdujo en el yelmo otro adorno, el burelete que posee la forma de un paño o trozo de tela (habitualmente con los dos esmaltes o colores característicos del campo del escudo). Con frecuencia, la cimera era sustituida por una corona nobiliaria que se colocaba sobre el yelmo y en algunas composiciones heráldicas, se representaba la cimera sobre la corona. Algunas ciudades empleaban en el timbre de sus escudos coronas murales como símbolo de la autonomía de sus corporaciones de gobierno. Los objetos más frecuentes representados en una cimera eran figuras de diferentes animales, en especial los leones heráldicos, seguidos de aves. Era muy habitual que únicamente mostraran su mitad superior. Las figuras humanas solían aparecer de cintura arriba y portando armas.

## Orígenes

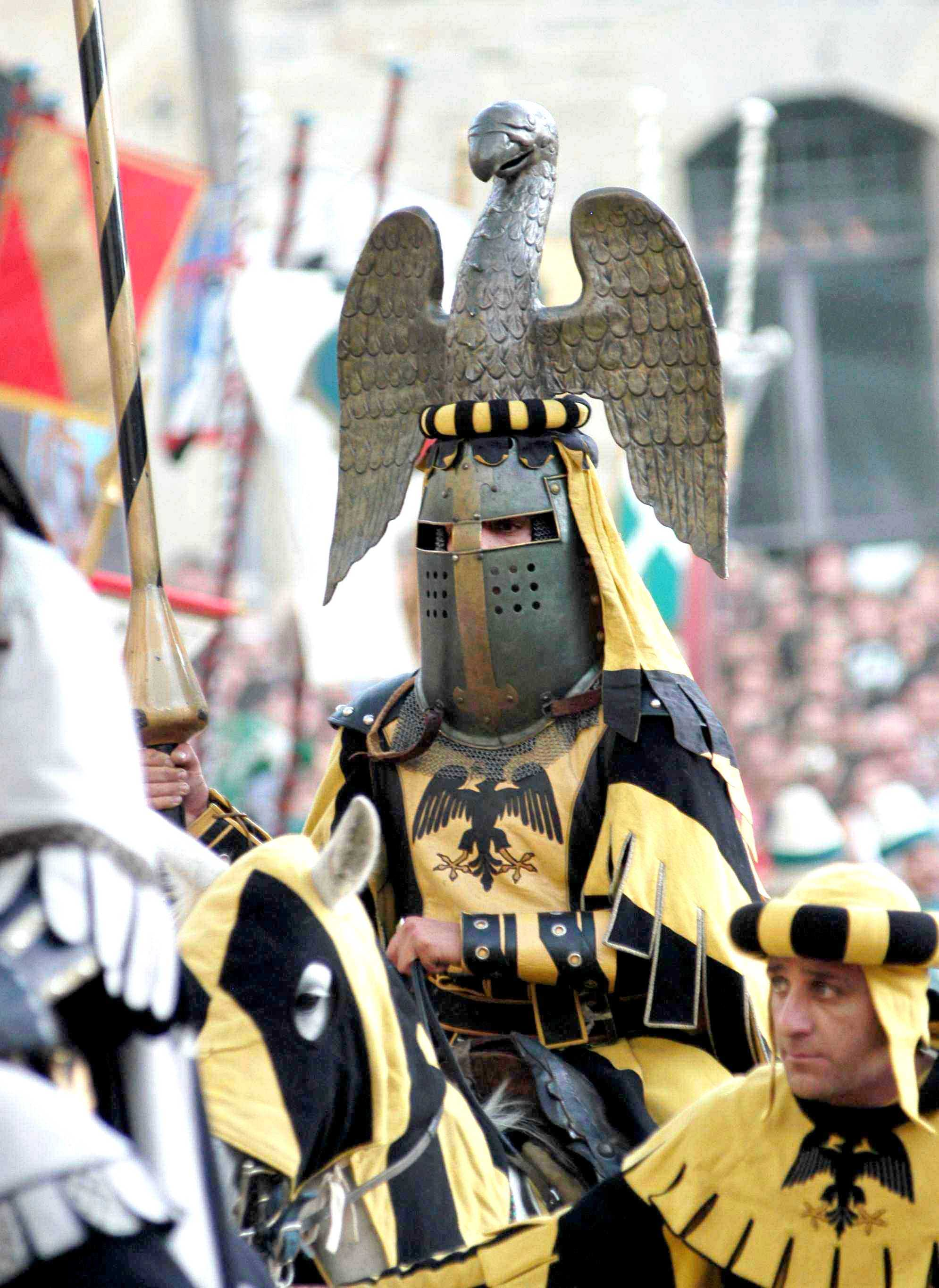
Un caballero con un águila como cimera en la Justa del Sarraceno en Arezzo, Tuscana.

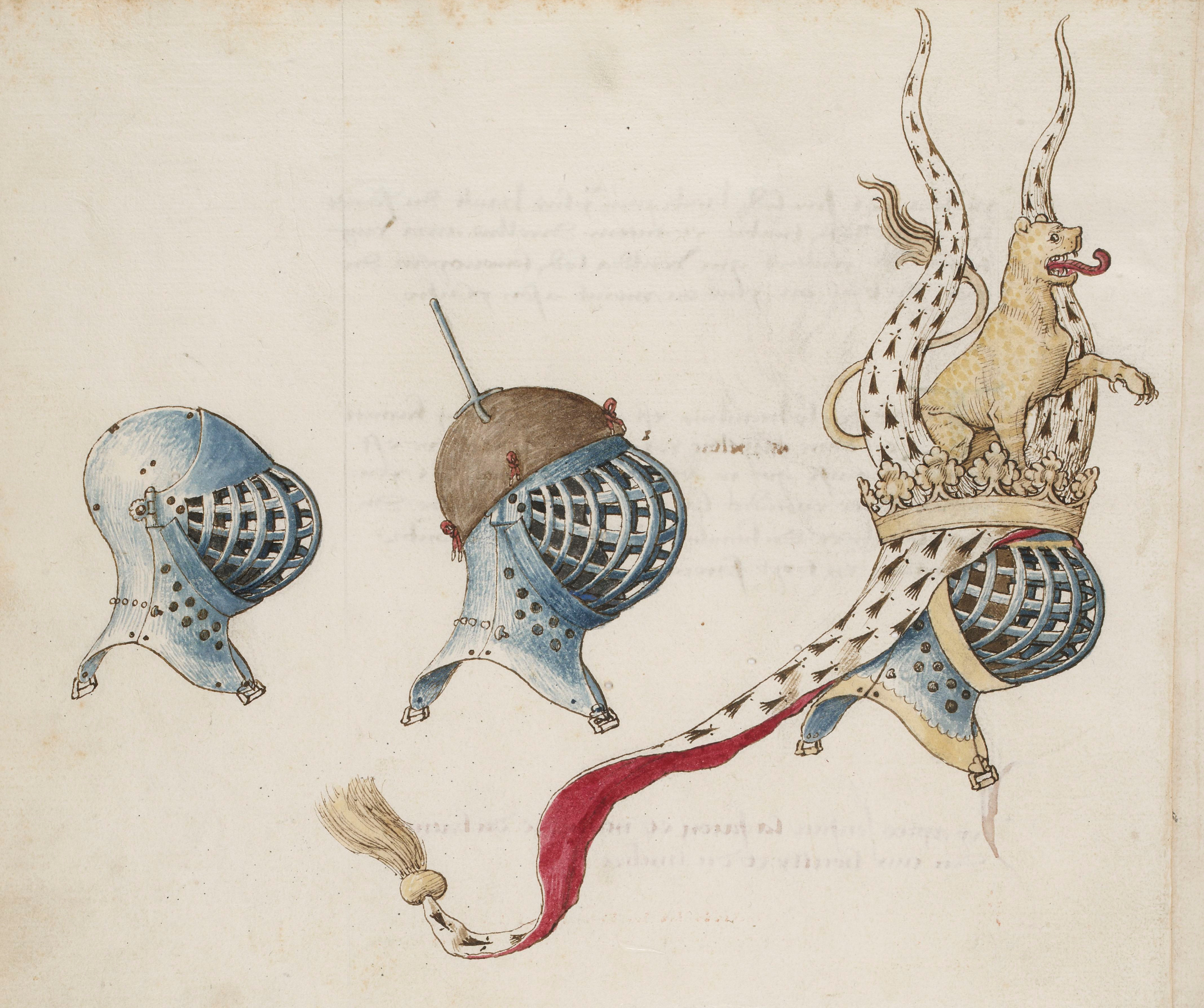
Imagen de un yelmo con cimera (derecha).

Las cimeras en los yelmos empezaron a usarse en Europa a fines del siglo XIII y principios del XIV, pero en España no fueron conocidas hasta mediada esa centuria y como importación francesa. Parece indudable que el empleo de la cimera fue adoptado en Aragón antes que en Castilla. En los sellos de Pedro IV, aparece por vez primera el yelmo rematado por un dragón alado rampante (drac-pennat), que desde entonces hasta Fernando II, sirvió de divisa a los reyes aragoneses, alternando con el grifo, que fue también insignia de la orden de la Jarra o del Grifo, instituida por Fernando el de Antequera.
En Inglaterra, en un primer momento las cimeras eran representadas sobre placas de metal y aparecían de nuevo dibujadas en el escudo propiamente dicho. Esta costumbre fue desapareciendo con el tiempo y posteriormente, en los escudos elaborados con metal o madera, las cimeras (de bulto redondo) fueron elaboradas con cuero y otros materiales. En el área germánica, muchas cimeras adoptaron la forma de un tocado alto (en ocasiones adornado con los mismos elementos representados en las libreas y tabardos de una casa nobiliaria), un tocado de plumas, o dos adornos con forma de cuerno (en ocasiones con sus bordes adornados con flores o plumas y con frecuencia con los esmaltes representados en el campo).
En España, los monarcas navarros fueron los primeros en incorporar una cimera a su escudo de armas, hecho que se produjo durante el reinado de Felipe III a principios del siglo XIV. Esta cimera consistió en la representación de una cuba decorada con el blasón empleado por cada soberano y un penacho de plumas de pavo real. Temprana también fue la adopción de la cimera por parte de los reyes aragoneses que se produjo poco tiempo después. Su cimera poseía la forma de una vibra o dragón que en origen fue un emblema personal del rey Pedro el Ceremonioso y posteriormente se convirtió en un símbolo permanente de la realeza aragonesa. Se cree la figura del dragón es el origen de una representación posterior con forma de murciélago, conocida como rat-penat, muy extendida en los territorios de la antigua Corona de Aragón. Esta confusión ya acontece en algunas obras del siglo XVI, como el Livro da Nobreza e Perfeiçam das Armas del heraldista portugués António Godinho. La cimera usada por los monarcas de la Corona de Castilla, consistió en un castillo con la figura de un león asomado naciente y coronado. Así podemos observarla en la lámina dedicada al monarca castellanoleonés en el Armorial del Toisón de Oro.

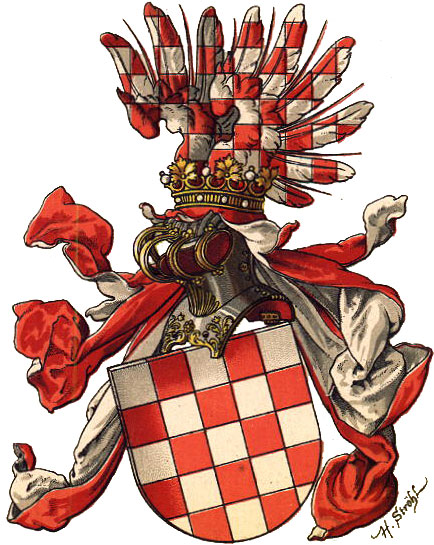
Escudo del Reino de Croacia
Cimera de Escocia (Reino Unido)
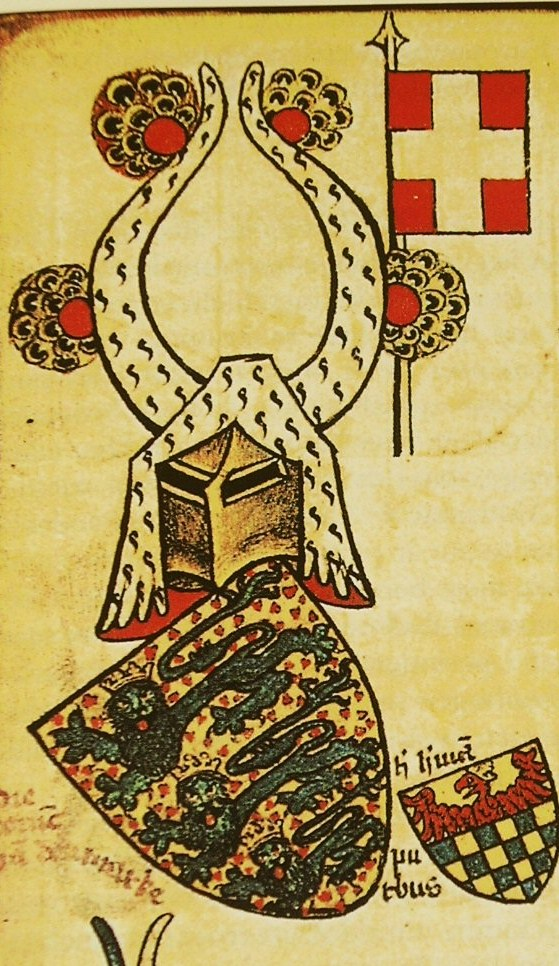
Escudo de Dinamarca Armorial de Gelde
Escudo histórico de Francia Armorial de Gelde
Cimera del Reino Unido (Excepto en Escocia)
Cimera del Castillo y el León (España)
Cimera del Rey de Aragón (España)
Cimera Real de Navarra (España)
Cimera del escudo del rey Luis I de Hungría